# LG V20
LG V20 — телефон Android производства LG Electronics из серии LG V, пришедший на смену LG V10, выпущенному в 2015 году. Представленный 6 сентября 2016 года, это был первый телефон с операционной системой Android Nougat. Как и V10, V20 имеет дополнительную панель дисплея в верхней части устройства, которая может отображать дополнительные сообщения и элементы управления, а также четырехъядерный ЦАП для звука. V20 имеет заменяемую пользователем батарею, в отличие от своего преемника LG V30, представленного 31 августа 2017 года.

## Технические характеристики
LG V20 был выпущен в 2016 году как второй флагманский смартфон LG серии V. Его список спецификаций включает систему на кристалле Qualcomm Snapdragon 820, 4 ГБ ОЗУ и 64 ГБ памяти, 5,7-дюймовый ЖК-дисплей Quad HD (2560 × 1440) IPS с дополнительным дисплеем, двойной 16-мегапиксельный (75°, f / 1,8) + 8-мегапиксельная (135°, f / 2,4) основная камера, 5-мегапиксельная (120°, f / 1,9) фронтальная камера и съемный аккумулятор емкостью 3200 мАч.

### Аппаратное обеспечение
LG V20 продолжает удобную для пользователя конструкцию доступа к оборудованию LG G5, имея съемное заднее шасси из алюминиевого сплава для значительно упрощенного и удобного извлечения батареи, а также легкий доступ к внутренним компонентам для любого ремонта, с поликарбонатным пластиком сверху и снизу. крышками, разъемом USB-C, совместимым с Qualcomm Quick Charge 3.0, и кнопкой питания на задней панели со встроенным сканером отпечатков пальцев. Он доступен в темно-сером (названном «Титан»), розовом и серебристом цветах. V20 оснащен 5,7-дюймовым ЖК-дисплеем IPS с разрешением 1440p и яркостью до 500 нит, покрытым стеклом Gorilla Glass 4, использующим процессор Qualcomm Snapdragon 820 с 4 ГБ оперативной памяти LPDDR4. Устройство включает в себя 64 ГБ встроенной памяти с возможностью расширения с помощью карты microSD до 2 ТБ и съемный аккумулятор емкостью 3200 мАч. Съемная крышка из алюминиевого сплава, а также съемная батарея предназначены для рассеивания ударов и ударов в случае падения V20, и в этом случае оба выскочат из основного корпуса и поглотят удар, рассеивая вес. над аккумулятором и крышкой, в результате чего основные компоненты и экран менее подвержены повреждениям при падении по сравнению с другими смартфонами. Это делает LG V20 одним из самых устойчивых к падениям, прочных и надежных потребительских смартфонов, доступных в настоящее время. Как и в V10, второй дополнительный дисплей расположен в верхней части устройства справа от широкоугольной фронтальной камеры с углом обзора 120°. Дополнительный отдельный дисплей можно использовать для отображения уведомлений, элементов управления доступом и приложений, а также времени отображения и входящих сообщений. Оба экрана стали крупнее и ярче, чем у V10.
Дополнительные функции включают в себя ИК-порт, FM-радио, специальный 24-битный высококачественный аудиорекордер, способный записывать до 24-бит/192 кГц с ручным управлением каналами для эффективного подавления шума до 50% при записи аудио/видео по сравнению с другие аудиорекордеры для смартфонов, Bluetooth 4.2, NFC, а также поддержка двух SIM-карт для международных версий H990N / H990DS, в которых нет слота для карты microSD, как в большинстве других смартфонов с поддержкой двух SIM-карт. V20 поставляется с наушниками-вкладышами Bang & Olufsen H3 в течение ограниченного времени, а звуковые характеристики и звук телефона настраиваются одной и той же компанией в некоторых странах, включая международные варианты (обозначается логотипом B&O на задней стороне крышки). ). Каждая модель V20 включает в себя специальный 32-разрядный Hi-Fi Quad DAC ESS Sabre ES9218, способный управлять наушниками с сопротивлением до 600 Ом для улучшения качества звука проводных наушников со спецификациями 130 дБ SNR, 124 дБ DNR и - 112 дБ THD+N. LG V20 в настоящее время является самым мощным смартфоном со съемным аккумулятором.
Видео можно записывать со звуковыми дорожками в формате FLAC (без потерь).

### Программное обеспечение
V20 поставляется с Android 7.0 Nougat и программным обеспечением LG UX 5.0+. Это было первое устройство Android с Nougat. Были выпущены обновления до Android 8.0 Oreo для различных моделей, но более поздние версии не поддерживаются.
LG поддерживает разблокировку загрузчика некоторых телефонов, позволяя рутировать их и устанавливать пользовательские образы ПЗУ, если они доступны. LG не поддерживает разблокировку загрузчика V20; Сообщается, что это возможно, но сложно и с риском повреждения телефона, и неофициально производятся пользовательские образы ПЗУ, такие как LineageOS.

## Уникальные черты
V20 выпущен с сильным сочетанием функций, включая заменяемую пользователем батарею, более высокое качество звука, чем у конкурентов, а также мощное аппаратное и программное обеспечение камеры. У него также был инфракрасный (ИК) порт, который позволял ему управлять телевизорами и другими устройствами с дистанционным управлением.
Поскольку он сосредоточился на аудио и видео, у него было несколько сильных сторон. Это был один из немногих телефонов того времени со сверхширокой камерой, а также лазерным автофокусом. У него были микрофоны с высокой точкой акустической перегрузки (AOP), что позволяло записывать концерты в очень громких условиях. Он также имел настраиваемую скорость записи видео и аудио, звук без потерь, управляемый фокус звука и отображение формы сигнала во время записи.
По состоянию на первый квартал 2021 года V20 остается единственным телефоном с заменяемой пользователем батареей, аудио ЦАП, разъемом для наушников 3,5 мм и ИК-передатчиком. Телефон стал культовым, несмотря на вирусы и отсутствие легко разблокируемого загрузчика.